# Медицинская служба Вооружённых сил Франции
Медицинская служба Вооружённых сил Франции (Service de santé des armées de la France) является составной частью Вооружённых сил Франции, состоящих из компонентов: армии, военно-воздушных сил (ВВС), военно-морского флота (ВМФ) и жандармерии. Организационно армия, ВВС и ВМФ входят в состав Министерства обороны; жандармерия — в состав Министерства внутренних дел. Верховным главнокомандующим является Президент Французской республики. Общая численность Армии, ВВС и ВМФ составляет 254 тыс., жандармерии — 102 тыс. Бюджет 2010 (без жандармерии) — 42,5 млрд евро. Бюджет жандармерии 7,7 млрд евро.

## История
Фактически исторические корни французской военной медицины уходят в глубь веков. Звездой первой величины сияет имя военного хирурга Амбруаза Паре (1510—1590). Он первым в мире разработал методы лечения огнестрельной раны, в то время нового вида поражения, отказавшись от считавшегося тогда стандартным прижигания раскаленным железом в пользу наложения чистой повязки.
Однако официально военная медицина Франции как организованная государственная структура ведёт своё начало с 17 января 1708 г. В этот день король Франции Людовик XIV издал эдикт о создании корпуса военных врачей Вооружённых сил.

### Выдающиеся деятели французской военной медицины
Пьер-Франсуа Перси (1754—1825), один из основоположников военно-полевой хирургии, Генерал-инспектор медицинской службы армии Наполеона I. Сформулировал принцип оказания первой медицинской помощи непосредственно на поле боя с использованием подвижных хирургических отрядов. Идеолог независимости медицинской службы от интендантства, неприкосновенности военных госпиталей со стороны противоборствующих сторон. В 1814 г. награждён одним из высших орденов России — Анны I степени с бриллиантами за лечение 12 тысяч русских солдат, раненных в ходе антинаполеоновской кампании 1814 г.
Доминик Ларрей (1766—1842), в качестве Главного хирурга французской армии участвовал во всех военных кампаниях Наполеона I. Создал первые в мире подвижные отряды («летучий амбуланс — ambulance volante») для оказания первой медицинской помощи на поле боя и эвакуации раненых в полевые госпитали.
Жан-Никола Корвизар (1755—1821), лейб-медик Наполеона I, который говорил о нём: «Я не верю в медицину, но верю в своего врача Корвизара». Выдающийся клиницист. Член и офицер Почётного легиона, барон. Автор метода непосредственной, то есть, прикладыванием уха, аускультации. Способствовал внедрению в широкую клиническую практику перкуссии — метода, открытого австрийским врачом Леопольдом Ауэнбруггером в 1761 г., но остававшимся без внимания до 1808 г., когда Корвизар перевел с латинского монографию Л. Ауэнбруггера, дополнив её описанием собственного 20-летнего опыта применения перкуссии.
Франсуа Клеман Майо (1804—1894). В гарнизоне, куда был направлен молодой врач французского экспедиционного корпуса в Алжире, свирепствовала малярия. Из 5 000 военнослужащих 4 000 были прикованы к койкам. Смертность составляла 23 %. Ежемесячно умирала до 150 человек. Стандартные в то время методы лечения: голодание, слабительные и кровопускания были явно неэффективны. Ф. Майо впервые систематически и массово применил хинин для лечения малярии (1834). В результате смертность снизилась до 4 %, больные стали быстро поправляться и возвращаться в строй, однако понадобилось почти 50 лет (1881), чтобы коллеги признали заслуги этого военного врача.
Альфонс Лаверан (1845—1922). В период службы врачом французского экспедиционного корпуса в Алжире открыл паразитарную природу малярии (1878). Последующая серия работ в развитие этого направления была удостоена Нобелевской премии (1907).

## Общие сведения о медицинской службе Вооружённых сил Франции
Медицинская служба Вооружённых сил Франции является элитной структурой Вооружённых сил. Начальник медицинской службы подчиняется непосредственно высшим должностным лицам Министерства обороны, гражданскому — Министру обороны, и военному — Начальнику Генерального штаба Вооружённых сил. По состоянию на 20 февраля 2011 г. начальником медицинской службы Вооружённых сил Франции является генерал-лейтенант Жерар Неделек (Gérard Nédellec).
С 1968 г. медицинское обеспечение всех видов Вооружённых сил осуществляется централизованно. Существуют три уровня организации медицинской службы Вооружённых сил Франции: центральный, региональный и войсковой.
Принципиальная схема организации медицинской службы Вооружённых сил Франции представлена на рис.1.

Рис. 1. Принципиальная схема организации медицинской службы Вооружённых сил Франции

К центральному уровню относятся начальник медицинской службы и его офис, а также учреждения центрального подчинения, основными из которых являются:
- Военные госпитали (9).
- Два высших военно-медицинских учебных заведений (в Бордо и Лионе). С июля 2011 г. оба института слиты в один — в Лионе.
- Высшее военно-медицинское учебное заведение последипломного образования в Валь-де-Грас (Париж).
- Школа парамедиков, (Тулон).
- Директорат военно-медицинского снабжения.
- Военный институт биомедицинских исследований (Бретиньи-сюр-Орж).
- Военный центр переливания крови (Кламар).
- Служба радиологической защиты Вооружённых сил (Кламар).
- Центр летной экспертизы (Кламар).

К региональному уровню относятся 6 военно-медицинских округов на территории метрополии и 7 — на заморских территориях..
К войсковому уровню принадлежат дислоцирующиеся на военных базах военно-медицинские центры, а также медицинские службы отдельных войсковых частей и кораблей всех четырёх видов Вооружённых сил.

## Военно-медицинский центр
Военно-медицинский центр (centre médical des armées) — это военно-медицинское учреждение, обеспечивающее оказание амбулаторной медицинской помощи, проведение профилактических, санитарно-гигиенических мероприятий, военно-медицинской экспертизы и медицинской подготовки личного состава всех подразделений, частей и кораблей, размещенных на данной военной базе, вне зависимости от их принадлежности к тому или иному виду Вооружённых сил. В настоящее время Вооружённые силы Франции организованы в 51 военную базу на территории метрополии и 21 базу на заморских территориях.
Принципиальная схема организации военно-медицинского центра Вооружённых сил Франции представлена на рис. 2.

Рис. 2. Принципиальная схема организации военно-медицинского центра Вооружённых сил Франции

Централизованный и объединённый характер военно-медицинских центров подчеркивается тем, что их личный состав:
- носит особую форму голубого цвета в отличие от медицинского персонала частей и кораблей, носящих форму соответствующего вида Вооружённых сил;
- подчиняется непосредственно начальнику военно-медицинского центра, который, в свою очередь, прямо подчиняется региональному и центральному медицинским начальникам (а не командиру военной базы);
- получает заработную плату по линии медицинской службы[14].

## Организация стационарного лечения военнослужащих
Стационарное лечение военнослужащих осуществляется в военных госпиталях. Как уже было отмечено выше, медицинская служба Вооружённых сил Франции располагает девятью военными госпиталями. Все они находятся на территории метрополии. Госпитализация военнослужащих с заморских территорий происходит после эвакуации больных в метрополию. Ниже приводится список госпиталей с указанием их дислокации и особой специализации:
- Вал-де Грас, Париж — гипербарическая медицина;
- Перси, Кламар — авиационная медицина, радиационные поражения, химические поражения;
- Бежен, Сен-Манде — химические поражения;
- Легуест, Мец — гипербарическая медицина, радиационные поражения;
- Клермон-Тонер, Брест — радиационные поражения;
- Дезженет, Лион — радиационные поражения, химические поражения;
- Робер Пике, Бородо — радиационные поражения;
- Сен-Ан, Тулон — гипербарическая медицина, авиационная медицина, радиационные поражения;
- Лаверан, Марсель — химические поражения.

Коечная ёмкость госпиталей колеблется от 230 до 380 коек. Общая коечная ёмкость всех военных госпиталей составляет 2722 койки. Персонал госпитальной системы насчитывает 8700 человек, из них: 1200 врачей различных специальностей и фармацевтов; 5000 других военных и гражданских медицинских работников; 2500 человек административно-хозяйственного аппарата.
57 % личного состава госпиталей составляют рядовые. Следует иметь в виду, что рядовые во французской армии служат по контракту. С 1997 года обязательная воинская повинность во Франции отменена.
Бюджет госпитальной системы составляет 746 млн евро. Важной особенностью является то, что госпиталям разрешено лечить гражданских лиц без ограничения. Соглашение об этом каждые два года подписывается Министром обороны и Министром здравоохранения. В связи с этим 35 % финансирования военных госпиталей осуществляется через внебюджетные источники.
Внутригоспитальная организация иллюстрируется на примере военного госпиталя Валь-де-Грас (Hôpital des armées du Val-de-Grâce). В госпитале развернуты следующие отделения: анестезиология и реанимация, общая и сосудистая хирургия, нейрохирургия, кардиология, пульмонология, гастроэнтерология, нефрология, неврология, онкология с лучевой терапией, ЛОР, офтальмология, урология, психиатрия, стоматология, изотопная диагностика, рентгеновское, РКТ, МРТ, лаборатория. Штатная коечная ёмкость 350 коек.
В структуру госпиталя Валь-де-Грас входят два значимых подразделения медицинской службы Вооружённых сил Франции: Центральная библиотека военно-медицинской службы и Музей Военно-медицинской службы, расположенные в историческом здании XVII века.
О статусе и возможностях Центральной библиотеки свидетельствует тот факт, что она обеспечивает доступ личного состава медицинской службы к 3 000 современных электронных периодических изданий.

## Медицинское снабжение Вооружённых сил
Медицинское снабжение Вооружённых сил Франции осуществляется централизованно через Директорат военно-медицинского снабжения. В ведении Директората находятся:
- Центральная военная аптека в Орлеане. Данное учреждение производит медикаменты и медицинские материалы, которые невыгодно производить гражданской фармацевтической промышленности в связи с малыми сериями или узкой военной спецификой, например, шприцы-тюбики с антидотами.
- Три аптечных депо: Марсель, Витри-ле-Франсуа и Шартр (закрыто в 2013 году).
- Центральная ремонтная мастерская военно-медицинской службы[19].

## Организация медико-биологических исследований
Научные исследования медико-биологического профиля в Вооружённых силах Франции осуществляются централизованно. Общее руководство возложено на Исследовательский офис в аппарате Начальника медицинской службы Вооружённых сил Франции. Головной организацией медико-биологических исследований является Военный институт биомедицинских исследований в Бретиньи-сюр-Орж. Кроме этого, в этом направлении работают ещё 3 исследовательских центра и лаборатория Военного центра переливания крови в Кламарте. С 2012 г. все эти учреждения организационно и территориально вошли в состав института в Бретиньи-сюр-Орж, то есть все научно-медицинские исследования будут проводиться одним учреждением в одном месте. Направления медико-биологических работ:
- Биологические эффекты ионизирующей и неионизирующей радиации.
- Токсикология иприта, других веществ кожно-нарывного действия, а также отравляющих веществ нервно-паралитического действия.
- Биологическое оружие.
- Трансмиссивные вирусные, бактериальные и паразитарные инфекции военно-полевого значения.
- Физиологическая адаптация к условиям замкнутого пространства и враждебной окружающей среды (утомление, эмоциональный стресс, посттравматическое расстройство, экстремальные климатические условия, подводная и авиационная медицина).
- Адаптация человека в операциональной системе человек-машина (эргономика, когнитивные аспекты, симуляция, безопасность, дизайн).
- Военно-полевая хирургия (взрывная травма, акустическая травма, черепно-мозговая травма, заживление ран).
- Тропическая медицина (имеется специальный отдел тропической вирусологии).

В течение года проводится около 150 НИР, с выходом примерно в 200 публикаций и 10 патентов. Многие НИР выполняются в сотрудничестве с гражданскими научными учреждениями, причём как государственными, так и частными, такими как Национальный центр научных исследований, Национальный институт статистики и медицинских исследований, Агентство по ядерной энергии, Национальные консультационные центры по арбовирусам и малярии, университеты. Институт взаимодействует также с научными центрами НАТО, ООН и ВОЗ.
В Военном институте биомедицинских исследований насчитывается 550 сотрудников, половина из которых военнослужащие.

## Военный центр переливания крови
Военный центр переливания крови в Кламарте является единственным учреждением, обеспечивающим централизованную заготовку и снабжение лечебных военно-медицинских учреждений, в том числе, и на театре военных действий (ТВД), нативной кровью и её препаратами, например, плазмой, тромбоцитами и иммуноглобулинами. Кроме того, Центр проводит научные исследования в области стволовых клеток и клеточной терапии, трансплантации костного мозга, кожи и костной ткани для лечения обширных ожогов и замещения утраченных костных фрагментов.

## Центр летной экспертизы
Центр летной экспертизы расположен в Кламарте. В его задачу входит профессиональный отбор летно-подъемного состава и периодический контроль состояния здоровья летных экипажей. Центр обеспечивает авиационную медицинскую экспертизу не только личного состава Вооружённых сил, но и большей части гражданской авиации.

## Медицинское обеспечение на театре военных действий
Медицинское обеспечение военных операций как на территории метрополии, так и за рубежом, базируется на двух принципах:
- Приближение квалифицированной медицинской помощи по жизненным показаниям как можно ближе к полю боя.
- Эвакуация в учреждение, способное оказать квалифицированную медицинскую помощь в полном объёме, как можно скорее.

Во французской армии различают 4 этапа оказания медицинской помощи:
- На первом этапе непосредственно на поле боя, как и повсюду в других армиях, медицинская помощь раненым оказывается в порядке само- и взаимопомощи.
- На втором этапе осуществляется оказание первой врачебной и квалифицированной медицинской помощи по жизненным показаниям. Данный вид медицинской помощи оказывается в следующих учреждениях:
  - медицинский пункт (poste médical) части, в штат которого входит врач, медицинская сестра и 5 санитаров. Медицинское имущество рассчитано на оказание помощи 150 раненым в течение 15 дней[24];
  - модуль неотложной хирургии (module de chirurgie vitale), штат которого состоит из общего хирурга, анестезиолога, 2 хирургических сестер. Обеспечивает оказание квалифицированной хирургической помощи по жизненным показаниям. Модуль не имеет собственного коечного фонда. Вес медицинского имущества менее 1 тонны, объём 4 м3. Предусмотрена транспортировка вертолётом, транспортным самолётом С-130. Возможна выброска имущества на сушу и на воду[25];
  - передовая хирургическая команда (antenne chirurgicale), обеспечивает весь спектр оказания квалифицированной неотложной помощи хирургического профиля. В штат подразделения входят: общий хирург, хирург-ортопед, анестезиолог, 2 анестезиста, 3 медицинских сестры, 3 санитара и администратор. Материальное оснащение гарантирует проведение 8 хирургических операций в сутки с автономным существованием в течение 48 часов. Подразделение развертывает 12 коек. Имеет оборудование для проведения рентгенографии и лабораторных исследований. Предполагается выделение одной такой команды на 1 000 личного состава в полосе активных боевых действий. По состоянию на 2010 г. медицинская служба располагает пятью передовыми хирургическими командами, из которых две в воздушно-десантном варианте[26].
- третьем этапе осуществляется оказание квалифицированной медицинской помощи в полном объёме. Эта задача возлагается на полевой медико-хирургический госпиталь (hôpital médicochirurgical). Полевой госпиталь имеет коечную ёмкость от 20 до 150 коек. Включает операционный блок из нескольких операционных, специалистов в области нейрохирургии, офтальмологии, ЛОР и оперирующего стоматолога, клиническую лабораторию и имиджинговый модуль. С 2010 г. один из таких госпиталей развернут в Афганистане в районе дислокации французского воинского контингента[27]. Во Франции нет специального министерства по чрезвычайным ситуациям. Поэтому часть функций, обычно выполняемых такого рода структурами, выполняется Министерством обороны Франции и, соответственно, военно-медицинской службой. Обычно для этой цели используются целиком или отдельными модулями медико-хирургические госпиталя, усиленные эпидемиологами, психологами, ветеринарами и другими необходимыми для данного случая специалистами[28].
- Четвёртый этап составляют уже упомянутые военные госпитали на территории метрополии, куда эвакуируются раненые с предыдущих этапов. В случае расположения ТВД на большом удалении от метрополии эвакуация осуществляется в близлежащие гражданские больницы на заморских территориях. Например, в ходе проведения операции по оказанию гуманитарной помощи на о. Гаити после разрушительного землетрясения 12 января 2010 г. госпитализация раненых и больных проводилась в гражданские больницы островов Мартиника и Гваделупа[23].

Для эвакуации из 2-го этапа на 3-й широко используются маломестные летательные аппараты, такие как Falcon 50 и Falcon 900, а также санитарные варианты вертолётов Puma и Cougar. Вышеупомянутые машины позволяют одновременно эвакуировать двух тяжелораненых. Их медицинский персонал состоит из врача и медицинской сестры.
С 2008 г. для эвакуации в госпитали 4-го этапа медицинская служба Вооружённых сил использует 11 самолётов C-135, оборудованных реанимационным модулем для длительной эвакуации больных MORPHEE (MOdules de Réanimation pour Patient à Haute Élongation d'Évacuation), позволяющим одновременно эвакуировать 12 тяжелобольных.

## Подготовка кадров военно-медицинской службы
Первоначальное высшее военно-медицинское образование во Франции проводится в двух вузах: в Бордо и в Лионе. С июля 2011 года остался только один вуз — в Лионе. С 2010 г. обучение идет по Болонской системе (лицензиат-мастер-доктор). На первый курс будущие курсанты набираются после окончания средней школы и серьёзных вступительных экзаменов. Конкурс 1:10. Имеется 4 факультета: врачебный, фармацевтический, стоматологический и ветеринарный. Ежегодно зачисляется около 150 человек. С момента поступления курсанты носят голубую форму военно-медицинской службы. Обучение ведётся не только на базе военного вуза, но и гражданских медицинских вузов, например, медицинского факультета Лионского университета. Традицией является помощь в учёбе первокурсникам курсантов старших курсов. Успеваемость у курсантов существенно выше, чем у гражданских. Экзамены за первый курс выдерживает 60 % курсантов и только 15 % гражданских студентов. Начиная с третьего курса, вводится клиническая подготовка курсантов, в том числе и с военно-медицинской спецификой. После шестого курса курсанты сдают государственные экзамены и получают степень мастера.
Дальнейшее обучение происходит уже в другом вузе — в Вал-де-Грас в Париже. Курсанты выбирают дальнейшую специализацию: общую медицину или одну из специальностей. Перед началом занятий они проходят курс начальной военной подготовки. Окончание первого года последипломного обучения знаменуется участием курсантов в военном параде национального праздника 14 июля. На втором году последипломного обучения курсанты начинают специализироваться по видам вооружённых сил. После окончания второго года они в течение 1 месяца проходят войсковую практику в соответствии с выбранной ими военной специализацией. В течение третьего года последипломного обучения курсанты готовят диссертацию, после защиты которой получают степень «Доктора медицины» и проходят двухнедельную подготовку в качестве командиров.
Подготовка среднего медицинского персонала для военно-медицинской службы ведётся в Школе для вспомогательного медицинского персонала Вооружённых сил в Тулоне. Как и в случае подготовки военных врачей, кандидатов отбирают после окончания средней школы. В отличие от вуза, медицинских сестер сразу распределяют по видам Вооружённых сил. Перед началом учёбы курсанты проходят войсковую стажировку продолжительностью от 4 до 6 месяцев в соответствующем виде Вооружённых сил, после чего курсантам присваивается воинское звание субофицера. В этом же учебном заведении готовятся французские военные парамедики. В отличие от медицинских сестер, будущие парамедики уже при поступлении должны иметь степень бакалавра. Срок обучения 3 года и 3 месяца.

## Кадровый состав военно-медицинской службы
По состоянию на 27 июля 2010 г. кадровый состав военно-медицинской службы Вооружённых сил Франции представлялся следующим образом:
Общая численность 16 300 человек, из них:
- военнослужащих 10 730;
- гражданского персонала 5 510;
- врачей 1 855;
- фармацевтов 170;
- ветеринаров 75;
- стоматологов 45;
- офицеров технического и административного аппарата 355;
- военных парамедиков 5 315;
- курсантов военно-медицинских вузов 1 250.